# Tendre Garce
Pour plus de détails, voir Fiche technique et Distribution.
Tendre Garce (Nightmare in the Sun) est un drame policier américain réalisé par Marc Lawrence et sorti en 1965.

## Synopsis
La jeune et belle Marsha Wilson est mariée à Sam, un homme riche, jaloux et beaucoup plus âgé. Elle a une liaison avec le shérif. Un jour, Marsha prend un bel auto-stoppeur et l'emmène au ranch de son mari, dont elle tombe amoureuse. Marsha veut s'enfuir avec l'auto-stoppeur, mais celui-ci est également marié et ne veut pas l'emmener avec lui. Sam rentre chez lui, jaloux, découvre ce qui s'est passé et tue Marsha d'un coup de fusil. Le shérif de la ville élabore un plan pour faire chanter Sam, promettant de faire accuser l'auto-stoppeur du meurtre de Marsha si Sam lui verse une forte somme d'argent. L'auto-stoppeur est capturé et emprisonné, puis s'échappe et est repris. À ce moment-là, Sam, pris de remords, en a assez. Il tue le shérif, puis avoue avoir commis les deux meurtres.

## Fiche technique
- Titre français : Tendre Garce[1]
- Titre original : Nightmare in the Sun[2]
- Réalisation : Marc Lawrence
- Scénario : Fanya Foss, Ted Thomas
- Photographie : Stanley Cortez
- Montage : Douglas Stewart, William Shenenberg
- Musique : Paul Glass
- Décors : Raymond Boltz Jr.
- Production : Marc Lawrence, Douglas Stewart
- Studio de production : Afilmco Productions, Zodiac Films
- Pays de production :  États-Unis
- Langue originale : anglais américain
- Format : couleurs - Son mono - 35 mm
- Genre : drame policier
- Durée : 80 minutes
- Dates de sortie :
  - États-Unis : 6 mars 1965
  - France : 19 avril 1967

## Distribution
- Ursula Andress : Marsha Wilson
- John Derek : L'auto-stoppeur
- Aldo Ray : Le shérif
- Arthur O'Connell : Sam Wilson
- Sammy Davis Jr. : Chauffeur de camion
- Robert Duvall : Conducteur de moto
- Richard Jaeckel : Motocycliste